# Bjarke Olsen Kirkmand
Bjarke Olsen Kirkmand (født 20. december 1983, død 1. oktober 2005) var en dansk reserveofficer med rang af premierløjtnant i hæren.
Den 1. oktober 2005 blev hans deling i Irak angrebet af en vejsidebombe, som sprang ved siden af hans patruljevogn. Fragmenterne fra bomben ramte ham i maven og sårede ham dødeligt. Han døde hurtigt, selvom hans kammerater forsøgte førstehjælp.
Han kom fra Hundslund ved Horsens i Østjylland.
Hans regiment var Jydske Dragonregiment.
Før Bjarke Kirkmand kom ind i hæren, var han blevet student fra handelsgymnasiet, ved session blev han tilbudt en reserveofficersuddannelse, han modtog tilbuddet og startede sin militære karriere/uddannelse i august 2003 på henholdsvis Hærens Sergentskole i Sønderborg og Løjtnantskolen i Oksbøl. Ved sin udnævnelse til løjtnant 25. Juni 2004 blev han han hædret som bedste kammerat på holdet – udpeget af de øvrige løjtnantselever på hold "Betzholtz". I år 2005 blev han tildelt kommandoen af en panserinfanterideling, som bestod af tidligere værnepligtige, som frivilligt valgte at tage til Irak, han selv havde ansøgt om at tage af sted frivilligt, for at være en del af den fredsstøttende styrke, der var blevet udsendt fra år 2003.

## Spekulationer omkring hans død
På trods af at han sad i en beskyttet vogn, så var eksplosionen så kraftig, at hans gevær blev sprængt over. Forsvarsminister Søren Gade udtalte:
"Jamen, sådan en vejsidebombe kan blive så kraftig, at selv besætningen i en kampvogn kan blive sårede eller dræbt.""
Den danske bataljon havde før været udsat for lignende angreb, men havde tidligere sluppet med sårede personer. Den nye type vejsidebomber menes at være smuglet ind fra Iran af den iranske revolutionsgarde. 
Kirkmand var den første danske soldat, som blev offer for en egentlig krigshandling i Irak.

## Hæder til Kirkmand
Kirkmands lig blev senere returneret til Danmark via lufttransport. Forsvaret havde arrangeret en mindehøjtidelighed, hvor hans kiste var indsmykket i Dannebrog, hvorpå der var placeret en sort baret, en sabel og en pude med de medaljer han posthumt modtog.
Han modtog posthumt Forsvarets medalje for Faldne og Sårede i tjeneste og Forsvarets Medalje.
Hans familie valgte af politiske årsager at sige nej tak til at give deres søn en militærbegravelse; de gav ham i stedet en begravelse i stilhed og modtog af staten og det danske forsvar, hans baret, sabel, et Dannebrog og de medaljer, han havde modtaget.
Han ligger i dag begravet ved Gangsted Kirke nord for Horsens.

## Modstanden mod indsatsen i Irak
Modsat Bjarke Kirkmand selv var hans mor og far, Kirsten og Johan Kirkmand, imod krigen i Irak. De valgte senere, at tilslutte sig Grundlovskomiteen 2003 vedr. Irak-krigen, som har sagsøgt statsminister Anders Fogh Rasmussen. De har krævet, at regeringen trækker de danske styrker ud af Irak, samt betaler en erstatning for deres søns død.
Der har været spekulationer, om de kan vinde deres sagsanlæg, da Bjarke Kirkmand havde meldt sig frivilligt til tjeneste i Irak.
Familien afholdt senere en mindehøjtidelighed for ham foran Christiansborg den 20. december 2005, hvor hans storebror, Rune Kirkmand, holdt en tale, hvor han sagde:
"Lillebror, du har udviklet dig fra at være en lille efternøler til at blive målrettet og selvstændig. Regeringen fremsatte en mulighed for dig, og du tog et valg, der betød udsendelse til Irak. Du har altid haft en trang til at hjælpe andre og en eventyrlyst, der kostede dig livet. En pris, der er den højeste, man kan betale."
Familien blev interviewet til Poul-Erik Heilbuths dokumentarfilm om Curveball udsendt i 2010.